# Теучеж Цуг
Цуг (Тагір Алійович) Теучеж (15 серпня 1855, аул Габукай Кубанської області, тепер Теучезького району, Адигея, Російська Федерація — 26 січня 1940, аул Понежукай, тепер Теучезького району, Адигея, Російська Федерація) — адигський (черкеський) радянський поет, ашуг, народний поет Адигеї.

## Життєпис
Народився в бідній адигській родині. У дитинстві наймитував, був майстерним шорником.
Автор і виконавець адигнських народних пісень («Пісня про бжедузьку битву» та ін.), оспівував боротьбу народних героїв проти гнобителів. Спів супроводжував грою на смичковому інструменті — шичепшині.
Історичні поеми Цуга Теучежа «Війна з князями та орками» (1938), «Урисбій Мефоко» (1939) створені на теми його адигських історичних пісень.
Поема «Батьківщина» (1939), вірші «Щастя», «Старе і нове життя», «Чудові зорі Кремля», «Стаханов» та ін. відображали соціалістичне будівництво в Адигеї, прославляли Сталіна і більшовицьку партію. 
Член Спілки письменників СРСР з 1939 року.
Помер 26 січня 1940 року в аулі Понежукай Адигейської автономної області.
У 1940 році в місті Майкопі вийшов російською та адигейською мовами однотомник творів Цуга Теучежа. У 1965 році в Москві було видано його «Вибрані твори». У 1980 році, до 125-річчя від дня народження поета, у Майкопі вийшов однотомник його віршів і поем адигейською та російською мовами «Щаслива доля».
Ім'я поета носить Теучезький район Адигеї. Рідний аул Цуга Теучежа Габукай з 1940 по 1993 рік іменувався Теучежхабль. Місто Адигейськ у 1976—1990 роках називалося Теучезьк.

## Нагороди
- орден Трудового Червоного Прапора (31.01.1939)
- Народний поет Адигеї